# Réserve naturelle de l'île Montague
La réserve naturelle de l'île Montague est un parc situé à 9 km au large de Narooma au sud de la Nouvelle-Galles du Sud en Australie.
L'île possède un phare haut de 21 mètres automatisé en 1987 et est surtout connue pour ses oiseaux: manchots pygmées, sternes huppées, puffins (puffin de Buller, puffin fuligineux, puffin fouquet, puffin à bec grêle) ainsi qu'à certaines périodes de l'année des otaries qui ne sont visibles que de la mer: otarie à fourrure d'Afrique du Sud, otarie à fourrure de Nouvelle-Zélande, otarie à fourrure subantarctique et lion de mer australien.
Au début du XIXe siècle, les gardiens de phare avaient introduit du kikuyu (Pennisetum clandestinum) pour nourrir leurs animaux et cette graminée a envahi toute la partie sud de l'île. Un plan d'éradication est en cours.